# Вотчина
Во́тчина (в отчина, от думата „отец“, т.е. „владение от бащата, бащиния“) в Русия е историческа форма на поземлено владение, принадлежащо потомствено на феодал с право на продажба, залог, дарение. Вотчината като пълна безусловна феодална поземлена собственост (княжеска, болярска и манастирска), е освен собственост (земя, постройки, инвентар), също и право върху зависими селяни. Синоними на вотчината в Западна Европа са алод, бокленд, сеньория, манор, а в по-късната история на Русия - поместие.
Терминът се употребява в руската историческа литература за обозначаване на комплексна феодална поземлена собственост и свързаните с нея права на крепостните селяни. Различават се господарско стопанство (домен) и селски стопанства. На нейния собственик (притежаващ правото на имунитет) принадлежи административната и съдебната власт и правото на събиране на налози.
По времето на Киевска Рус вотчината е форма на феодална поземлена собственост. Владелецът на вотчина има правото да я предава по наследство (откъдето произлиза и древноруската дума „отчина“, т.е. отцовска собственост), да я продава, обменя или поделя между родственици.
Вотчината като явление възниква в процеса на формиране на частната феодална собственост върху земята. По правило нейни собственици през IX-XI векове са князете, а също княжеските дружинници и земски боляри – наследниците на старата родо-племенна върхушка. След покръстването се оформя и църковно вотчинно земевладение, като собственици са представителите на църковната йерархия (митрополити, епископи) и големите манастири.
От VIII век до IX век сеньорията е господстваща форма на земевладение в мнозинството страни на Западна Европа. В процеса на формирането ѝ се създава апаратът на принуждението (съд, администрация и други). Селяните запазват своята общинна организация (община, комуна, алменда), което заедно със задължителния потомствен характер на владението отличава сеньорията от бенефиция, манора и поместието. Сеньориите се различават по икономическа структура (в зависимост от ролята на домена, типа на феодалните задължения на селяните), големината, социалната принадлежност – светска (в това число кралска), църковна и др.
През XIV-XV в. вотчината е основната форма на земевладение и в Североизточна Рус, където се извършва активен процес на формиране на Московското княжество, а после и на Московската държава. Поради нарастване на противоречията между централната великокняжеска власт и сепаратистките тежнения на болярите правата на последните започват съществено да се ограничават (отменено е например правото на свободно преместване от един княз към друг, ограничено право на съд на феодала във вотчините и други). Царят започва да се опира на дворянството, което се ползва от земевладението съгласно поместното право.
Особено активен е процесът по ограничаване на вотчината през XVI век. По онова време значително са ограничени правата на болярите със (законите от 1551 и 1562 г.), а във времената на опричнината голямо количество вотчини са ликвидирани, а притежателите им екзекутирани. В края на XVI в. в Русия основна форма на земевладение е вече не вотчината, а поместието. През XVII век продължава процесът на юридическо сближаване на вотчината с поместието, което завършва с издаването от Петър Велики на 23 март 1714 г. на указа за единонаследието. Оттогава нататък в периода XVIII и XIX в. понятието вотчина се употребява понякога в Русия за обозначаване на дворянска поземлена собственост.
В Русия Служебният кодекс от 1556 г. фактически приравнява вотчината с поместието („Служба за родината“), след което формално и окончателно Указът за единонаследието от 1714 г. ги обединява в единното понятие имение.